# Zavidov
Zavidov (deutsch Seiwedl, früher Seywedel) ist eine Gemeinde in Tschechien. Sie liegt zehn Kilometer südwestlich von Rakovník und gehört zum Okres Rakovník.

## Geographie

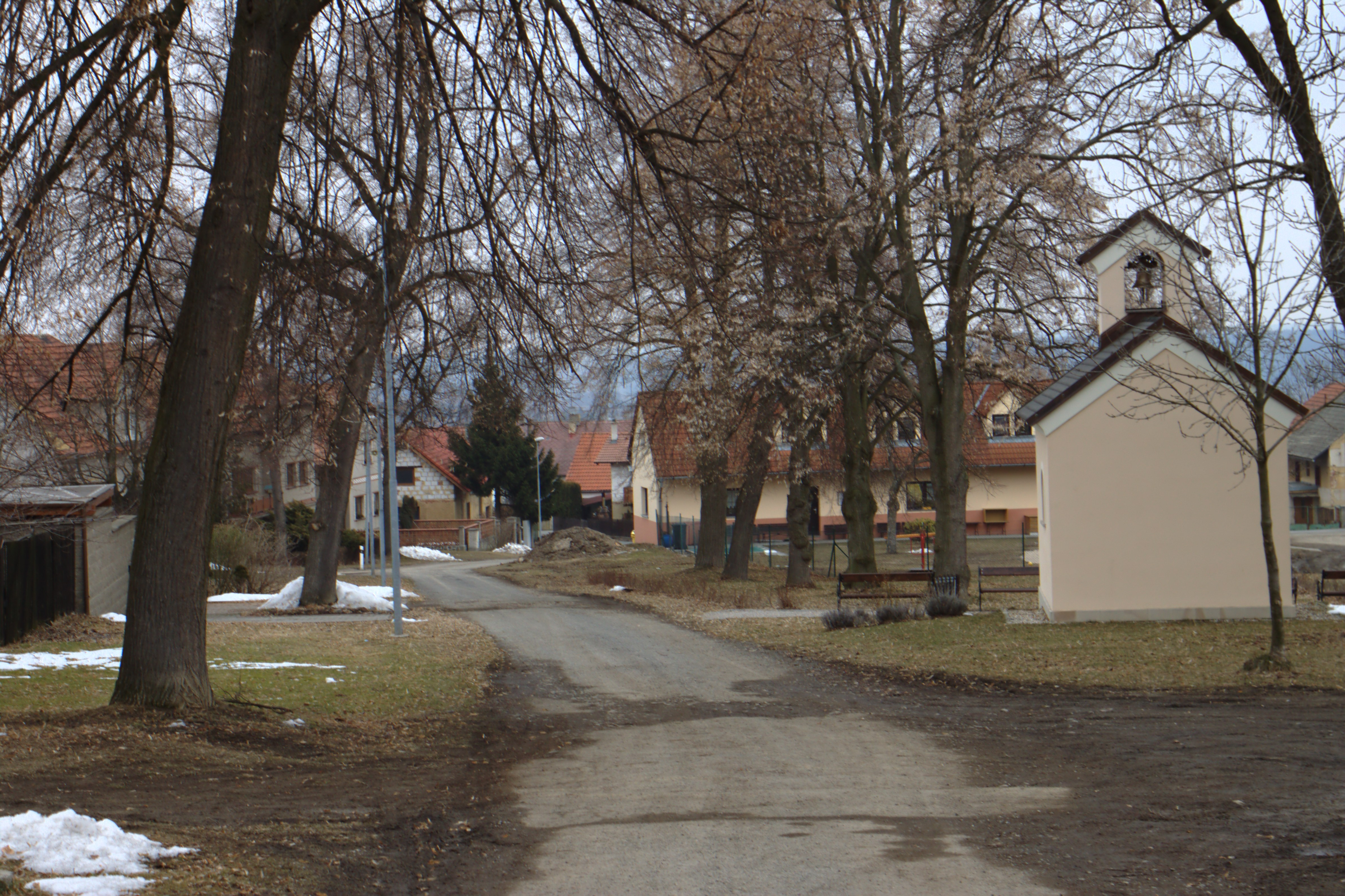
Dorfplatz mit Kapelle

Zavidov befindet sich an einem nach Norden zum Tal des Baches Petrovický potok abfallenden Höhenzug im Rakonitzer Hügelland. Östlich erhebt sich der Nad Kostelem (537 m), im Südosten der Krakov (512 m), südwestlich der Dlouhý les (501 m) sowie im Westen der U Vrchu (522 m). Am östlichen Ortsrand verläuft die Staatsstraße II/229 zwischen Rakovník und Kralovice, südlich des Dorfes die Bahnstrecke Rakovník–Mladotice.
Nachbarorte sind Nový Dvůr und Šanov im Norden, Petrovice und Příčina im Nordosten, Obora, Žďáry und Hvozd im Osten, Malinová, Panoší Újezd und Krakov im Südosten, Šipský Mlýn, Krakovec, Šípy und Bělbožice im Süden, Všesulov und Čistá im Südwesten, Křekovice und Velká Chmelištná im Westen sowie Hokovské Domky, Václavy und Řeřichy im Nordwesten.

## Geschichte
Die erste schriftliche Erwähnung des ursprünglich zu den Pürglitzer Lehn gehörigen Dorfes Zavidov erfolgte im Jahre 1360, als Kaiser Karl IV. das Gut zusammen mit dem Städtchen Kožlany sowie den Dörfern Chmelništná, Broumy, Újezdec und Mlečice als Zubehör der Burg Angerbach an Johann von Bayern verpfändete.
Das an der Landesstraße von Prag über Rakonitz nach Eger gelegene Dorf bestand zu dieser Zeit aus einem Lehngut mit einer erblichen Hufe Ackerland, einer Schänke und vier Hintersassen (Podsedci). Im Jahre darauf löste der Kaiser das Pfand wieder ein. König Sigismund verpfändete Zavidov im Jahre 1422 zusammen mit der Burg Angerbach an seinen Gefolgsmann Aleš Holický von Sternberg. 1458 ließ der Besitzer des Lehngutes, Augustin von Václavy, auf einer Hufe Land neun neue Siedlerstellen anlegen und das zuvor aus elf Halbhüfnerstellen bestehende Dorf vergrößern. Das Gut Zavidov wurde aus dem Pürglitzer Lehen entlassen und bei der Schänke ein Ortsgericht eingerichtet. König Georg von Podiebrad verpfändete Zavidov 1460 zusammen mit der Burg Angerbach und den Orten Kožlany, Týřovice, Mlečice, Chmelništná, Broumy, Lučinec, Kouřimec, Újezdec und Hudlice sowie Einkünften von Novosedly an seinen Sekretär Jobst von Einsiedl. Diesem folgte sein Sohn Heinrich Teyrzowsky von Einsiedl. Für den Freikauf seines Sohnes Georg Teyrzowsky von Einsiedl, der 1526 in der Schlacht bei Mohács in türkische Gefangenschaft geraten war, überschuldete er sich. Schließlich gaben die Teyrzowsky von Einsiedl 1575 die verfallene Burg Angerbach gänzlich auf. Anschließend wechselten die Besitzer von Zavidov häufig, schließlich wurde das Gut dem Allodialgut Petrowitz zugeschlagen. 1620 bestand Zavidov aus 15 Anwesen, Besitzer war Georg Hrobschitzky von Hrobschitz. Im selben Jahre wurde das Dorf von kaiserlichen Truppen, die mit 50.000 Mann zunächst bei Senomaty lagerten und dann nach Rakonitz zogen, geplündert und niedergebrannt.
Wegen Georg Hrobschitzkys Beteiligung am Ständeaufstand wurde das Gut Petrowitz nach der Schlacht am Weißen Berg konfisziert und 1623 an Johann Zeller verkauft. Nach dem Ende des Dreißigjährigen Krieges lebten in Zavidov nur noch 31 Personen, große Teile des Dorfes lagen wüst. Zu Beginn des 18. Jahrhunderts gehörte das Gut Petrowitz Otto Freiherr von Helversen. In Zavidov bestanden zu dieser Zeit eine Schmiede sowie die privilegierte Schänke und Erbgericht, außerdem waren wieder alle Anwesen bewohnt. Wenig später erwarb Johann Josef von Waldstein den Besitz. 1715 überschrieb Waldstein das Gut seiner Tochter Maria Anna Fürstin zu Fürstenberg, die es am 13. Jänner 1732 an Georg Olivier von Wallis verkaufte. 1744 erbte die Besitzungen sein Sohn Stephan Olivier von Wallis, der das Gut mit der Herrschaft Koleschowitz vereinigte. Zavidov bestand im Jahre 1778 aus zehn Bauernwirtschaften, drei Chalupnern und zwölf Häuslern. 1832 erbte Stephans Sohn Rudolf Olivier Graf von Wallis den Besitz, ihm folgte 1838 dessen Sohn Friedrich Olivier Graf von Wallis.
Im Jahre 1843 bestand Seywedel bzw. Zawidow aus 49 Häusern mit 376 Einwohnern, darunter einer jüdischen Familie. im Ort gab es ein Wirtshaus. Pfarrort war Petrowitz. Bis zur Mitte des 19. Jahrhunderts blieb Seywedel dem an die Fideikommissherrschaft Koleschowitz angeschlossenen Allodialgut Petrowitz untertänig.
Nach der Aufhebung der Patrimonialherrschaften bildete Závidov / Seywedel ab 1850 eine Gemeinde im Bezirk Rakonitz und Gerichtsbezirk Rakonitz. Seit dem Ende des 19. Jahrhunderts wird Závidov als tschechischer Ortsname verwendet. Die Freiwillige Feuerwehr wurde 1890 gegründet.
Im Jahre 1897 nahm die Lokalbahn Rakonitz–Mlatz nach nur sechsmonatiger Bauzeit den Betrieb auf der Bahnstrecke Rakovník–Mladotice auf. Der Glockenturm auf dem Dorfplatz wurde 1903 für die Schaffung einer Zufahrt zum Spritzenhaus abgebrochen. Im Jahre 1932 lebten in Zavidov 351 Personen. Im 20. Jahrhundert wurde das Dorf nach Osten zum Bahnhof hin erweitert. 1978 wurde ein Kindergarten mit 60 Plätzen gebaut. Am 1. Jänner 1980 wurden Řeřichy, Václavy und Nový Dvůr eingemeindet, alle drei Ortsteile lösten sich am 24. November 1990 wieder von Zavidov los. In den 1990er Jahren wurde der Kindergarten wegen zu geringer Kinderzahl in ein kleineres Gebäude verlegt und der frühere Kindergarten an die Sozialfürsorgeeinrichtung Domov Domino Šípy verkauft, die 1996 ihr Kinderheim von Šípy nach Zavidov verlegte. Die Gemeinde gehört seit 1999 zur Mikroregion Čistá – Senomaty.

## Gemeindegliederung
Für die Gemeinde Zavidov sind keine Ortsteile ausgewiesen. Zu Zavidov gehört die Einschicht Obora.

## Sehenswürdigkeiten

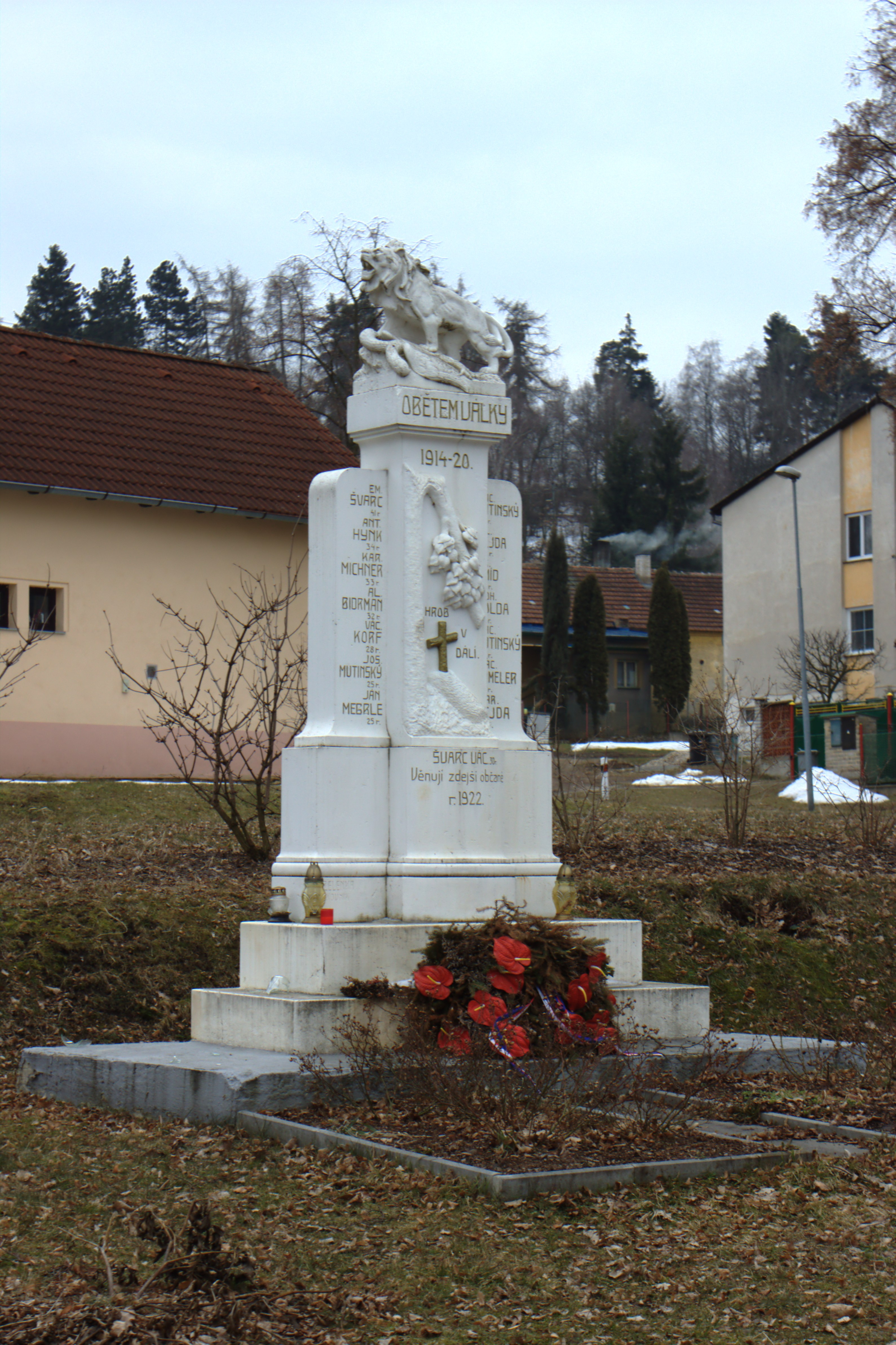
Denkmal für die Gefallenen des Ersten Weltkrieges

- Gehöfte in Volksbauweise aus dem 19. Jahrhundert am Dorfplatz
- Steinkreuz am Dorfplatz, geschaffen 1879 vom Bildhauer A. F. Vodianský aus Teplice
- Geschützte Eiche auf den Feldern nördlich der Straße nach Václavy
- Denkmal für die Gefallenen des Ersten Weltkrieges, enthüllt 1922
- Friedhofskapelle an der Straße nach Krakov
- Kapelle auf dem Dorfplatz, erbaut in den 2000er Jahren